# Saint-Barthélemy-de-Bussière
Saint-Barthélemy-de-Bussière è un comune francese di 235 abitanti situato nel dipartimento della Dordogna nella regione della Nuova Aquitania.

## Società

### Evoluzione demografica
Abitanti censiti